# Свято-Миколаївська церква (Гостролуччя)
Свято-Миколаївська церква — православний (УПЦ МП) храм у селі Гостролуччя Баришівського району Київської області; духовний осередок села і пам'ятка архітектури місцевого значення (охоронний номер 6-Кв).
Розташована у центрі села.

## Опис
Свято-Миколаївська церква у Гостролуччі є цікавим і яскравим зразком класицизму. Храм вражає не лише розмірами та довершеними формами, а й високою дзвіницею та довгою галереєю, що сполучає дзвіницю та храм. Мурована церква має один головний купол та чотири додаткові декоративні. Дзвіниця увінчана високим шпичастим шпилем. Бічні фасади повністю симетричні. Церква стоїть на підвищенні у центрі села, на високому підмурку. Сходи ведуть з вулиці на територію храму та до входу у храм. Навколо церкви збереглася автентична цегляна огорожа, металеві ворота та металеві елементи огорожі сучасні. 

## Історія храму
1805 року згоріла дерев'яна Свято-Миколаївська церква  - попередниця сучасного храму. За тодішніми законами, якщо віряни не вберігали храм від пожежі, замість згорілої дерев'яної церкви вони повинні були збудувати лише цегляний храм. 
Благословив і дозволив будівництво нового храму єпископ Переяславський Георгій. 1827 року було розпочато будівництво храму, а 1836 року церкву було завершено та освячено єпископом Георгієм (у переліку пам'яток архітектури датою будівництва церкви вказано 1834 рік). 
Церква будувалася коштом місцевої поміщиці Катерини Петрівни Лаузберг. Дошка на стіні храму зазначає також її чоловіка Карла Івановича Лаузберга. Є припущення, що при будівництві храму було використано проект церкви, розроблений свого часу архітектором Джакомо Кваренгі (іноді його називають ймовірним автором проекту саме цього храму, проте це малоймовірно, адже сам митець помер ще 1817 року). 
Храм перебуває у доброму стані, є діючим. Це сучасний духовний осередок села.

## Галерея

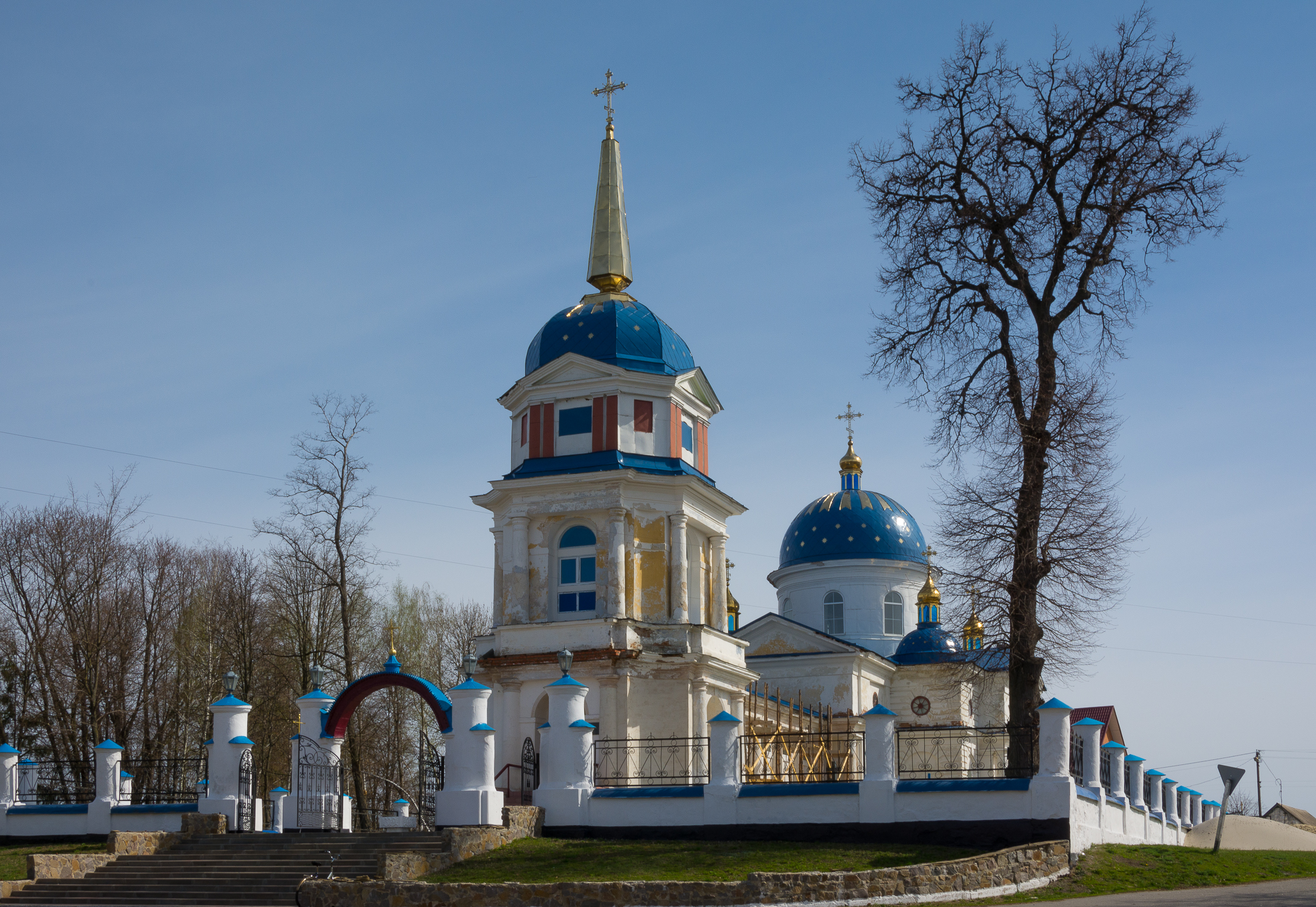
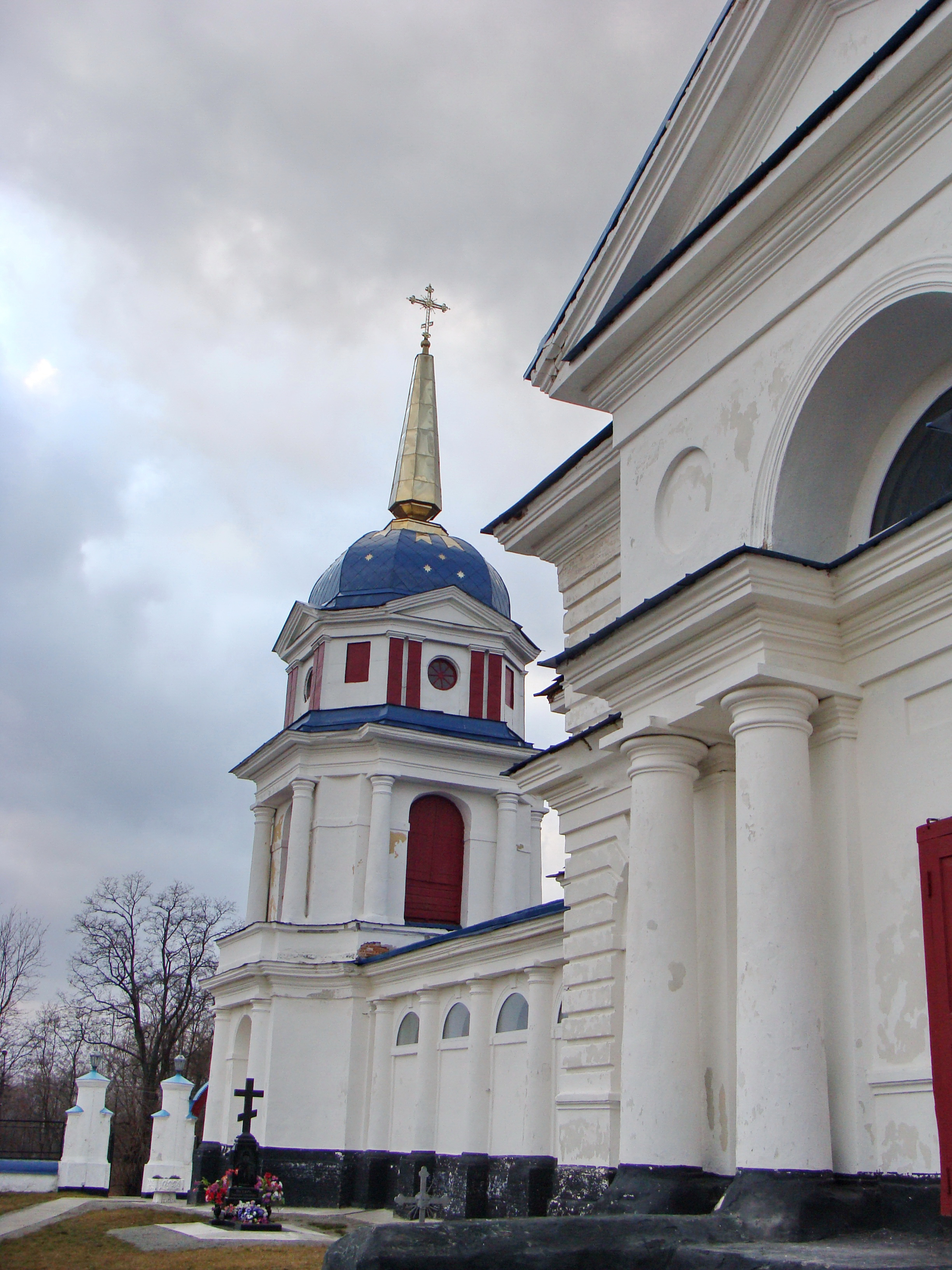
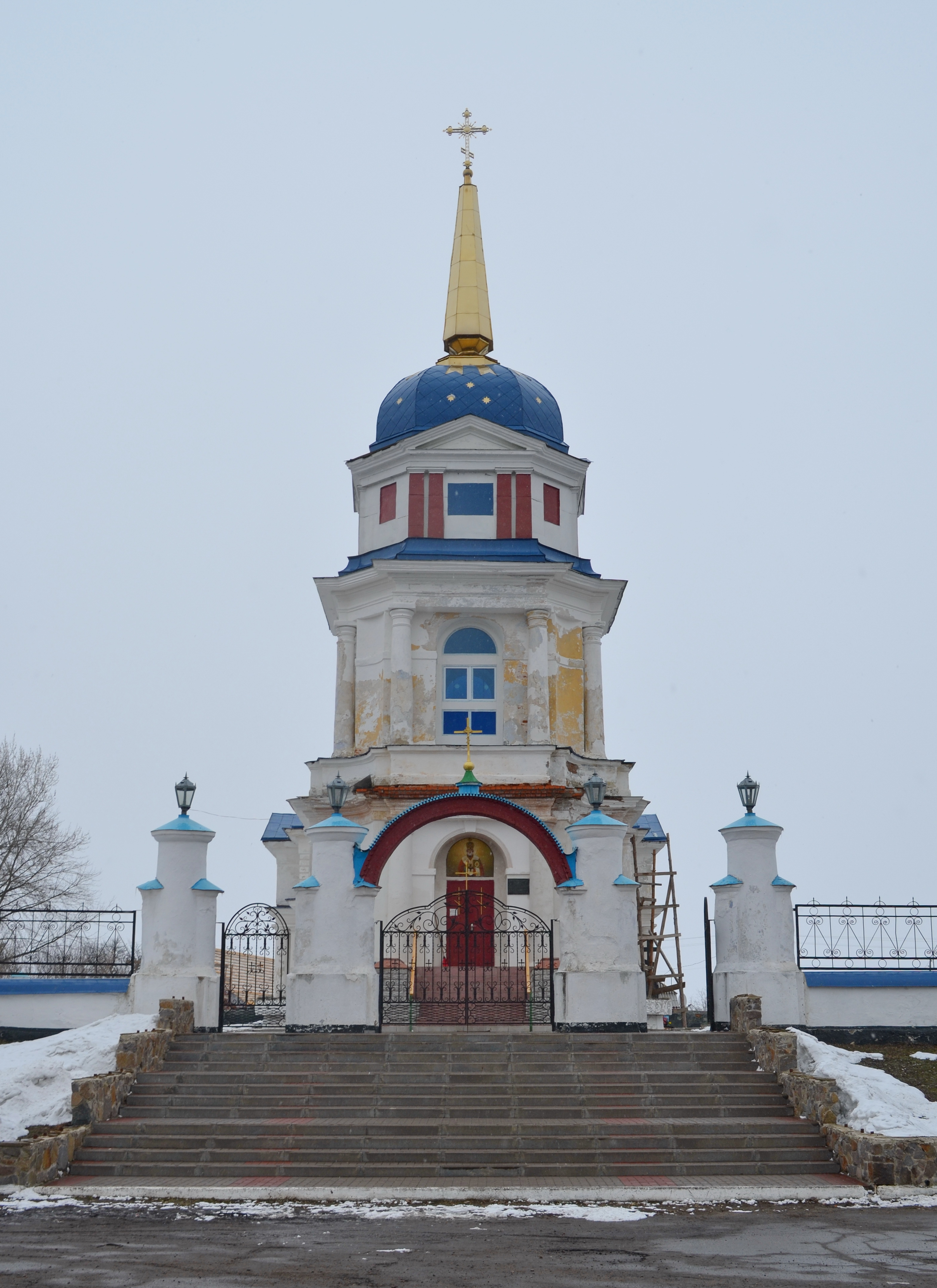
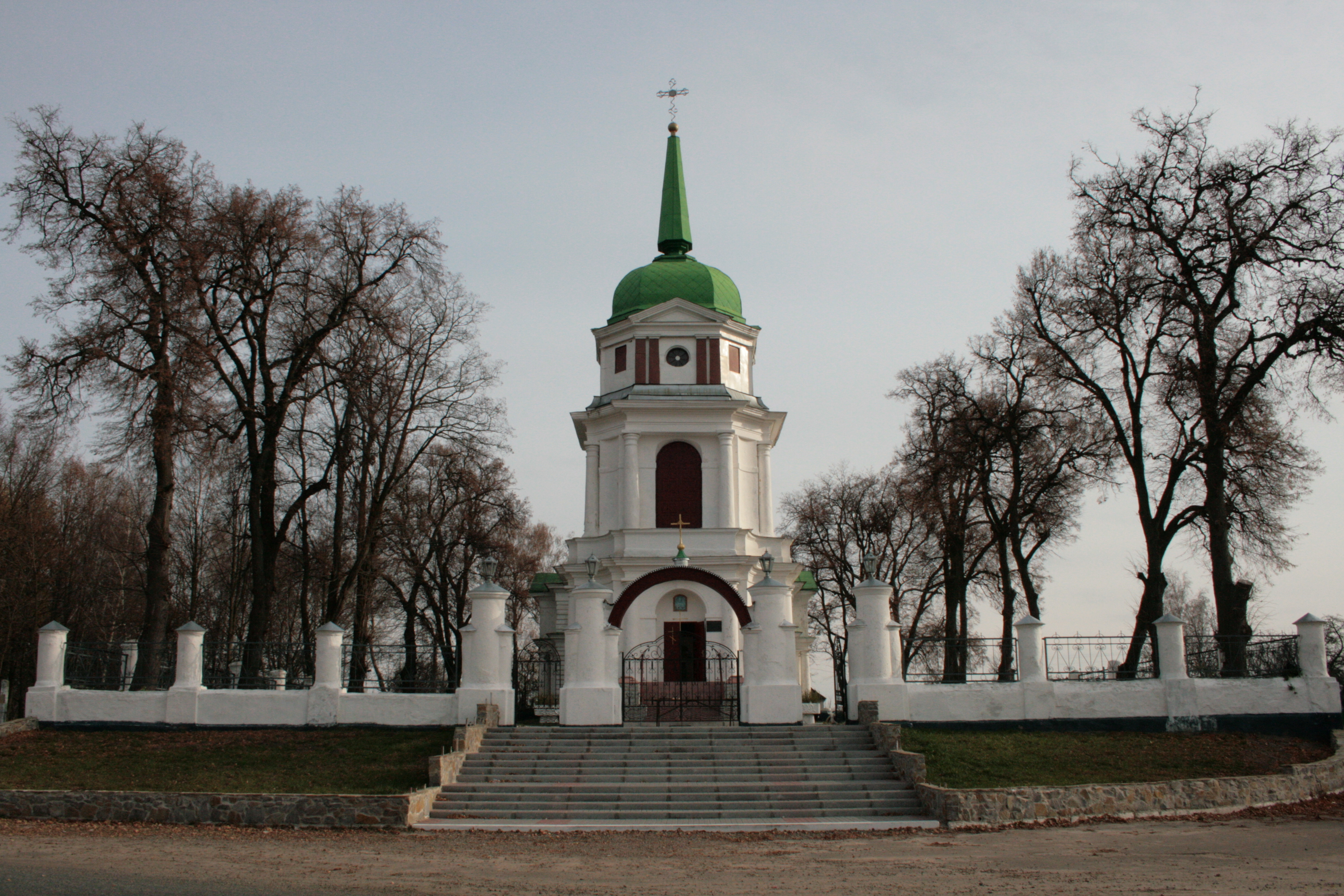